# Teall Island
Teall Island ist eine einem Gebirgskamm ähnelnde Insel vor der Hillary-Küste des ostantarktischen Viktorialands. Sie wird vollständig vom Ross-Schelfeis eingeschlossen und liegt westlich der Mündung des Skelton-Gletschers.
Vermutlich entdeckten Teilnehmer der britischen Discovery-Expedition (1901–1904) die Insel, welche sie irreführend als Kap Teall benannten. Als Insel kartiert wurde sie von der neuseeländischen Mannschaft der Commonwealth Trans-Antarctic Expedition (1955–1958). Diese benannten sie nach dem eigentlichen Kap Teall, dessen Namensgeber der britische Geologe und Petrologe Jethro Teall (1849–1924) ist.